# JR 동일본 기획
주식회사 JR 동일본 기획(일본어: ジェイアール東日本企画 카부시키가이샤제에아아루히가시니혼키카쿠[*], 영어: East Japan Marketing & Communications, Inc.)은 일본 도쿄도 시부야구에 본사를 두는 일본의 종합 광고 대행사이다.

## 개요
동일본여객철도(JR동일본)의 전략 자회사 제 1호로서 발족하였고 JR동일본 그룹의 중핵 기업의 하나이다.
일반적으로는 JR동일본그룹의 하우스에이전시 및 JR동일본의 교통매체를 관리하는 매체사로서 인지되고 있지만, 최근에는 일반기업을 중심으로 한 광고회사로서의 부문이 성장하고 있어 콘텐츠 비즈니스와 지방창생을 담당하는 소셜 비즈니스가 매출을 견인하고 있다.또한 이동자 마케팅이나 1만 명 조사, Suica 빅 데이터를 활용한 마케팅 비즈니스에도 임하고 있으며, 일본의 종합광고업계에서 덴쓰, 하쿠호도, ADK에 이은 제4위의 규모로 성장하고 있다.(2020년 3월 시점)
크리에이티브는, JR SKISKI, 어른의 휴일 클럽등의 작품을 다루어 TCC상을 수상하는 등 하고 있다.
교통 매체는, 「트레인 채널」 「J·AD 비전」을 대표로 하는 디지털 사이니지의 보급, 신형 야마노테선 등, 여러 가지 미디어를 개발해, 새로운 커뮤니케이션을 창출하고 있다.
이러한 다양한 비즈니스 전개와 업계에서의 성장에 따라, 신규 졸업자 채용에서의 인기 기업 랭킹에 대해도 매년 상위에 이름을 올리고 있다.
이 밖에도, 유리카모메·린카이선·츠쿠바 익스프레스 등, 타사철 사업자의 매체 관리도 하청 받고 있다. 역건물, 구내·점포 등의 개발도 실시한다.
애니메이션 포켓몬스터의 대리점이기도 하며 JR 동일본과의 제휴기획인 포켓몬 스탬프 랠리, 다이이치야 제빵이 판매하고 있는 포켓몬빵, 일본 맥도날드가 판매하고 있는 해피세트의 포켓몬 완구 등의 기획운영도 하고 있다. 최근에는 《신이 말하는 대로》, 《스트롭 에지》, 《진격의 거인 ATTACK ON TITAN》, 《너의 이름은.》 등의 화제작을 비롯해 다수의 영화 제작에도 관여하고 있으며 《신칸센 변형로보 신카리온》, 《트레탄즈》 등 철도 속성을 활용한 캐릭터를 내보내고 있다.
약칭으로는, 광고업계내에서의 약칭인 「J기」를 모방해, 「역」에도 통하는 「Jeki(제키)」를 사용하고 있다. 이전에는 'JR KIKAKU' 표기였고, 2016년에도 포켓몬스터의 카피라이트 표기에는 'JR Kikaku'를 사용하고 있다.

## 연혁
- 1988년 5월 9일 - 동일본여객철도의 자회사 제1호로 주식회사 JR 동일본 기획 발족
- 1988년 11월 1일 - 동일본 애드·서비스와 홍제 광고사의 2사를 합병.
- 1989년 4월 10일 - 본사를 홍제회관빌딩(지요다구 고지마치 5-1)으로 이전
- 1989년 8월 1일 - 도쿄 미디어 서비스에서 교통 매체 관리 업무를 이관.
- 1993년 3월 8일 - 본사를 코우지 마치 크리스탈 시티 빌딩 (치요다 구 코우지 마치 4-8)로 이전.
- 1994년 3월 1일 - 자회사 제1호로 컴퓨터 뉴스(현:제이 애드클루)를 자회사화.
- 1997년 10월 1일 - 본사를 JR에비스 빌딩(현재 위치)으로 이전.
- 2004년 3월 26일 - 자회사 제 2호로서 시간표 정보 서비스(현:JR 동일본 아이스테이션즈)를 자회사화.
- 2004년 12월 1일 - 도쿄 미디어·서비스로부터, 교통 광고 매체 설비를 양수.
- 2006년 4월 27일 - ISMS 및 BS 7799 인증 취득.
- 2007년 2월 - 2006년 주요 광고대행업 매출 순위 6위.
- 2008년 8월 21일 - JIS Q 14001:2004 / ISO 14001:2004 인증 획득
- 2013년 2월 - 2012년 주요 광고대행 매출 순위 5위
- 2016년 4월 13일 - 자회사로서 주식회사 Jeki인터랙티브·커뮤니케이션즈 설립

## 사업

### 미디어
라이선스 관리 작품을 포함한다.
텔레비전
주로 TV 도쿄나 TBS 계열(시즈오카 방송·마이니치 방송 포함)의 애니메이션과 관련된 것이 많다.
- 모자공 (TV 도쿄)
- 포켓몬스터 (TV 도쿄)
- 조이드 -ZOIDS- (마이니치 방송)
- 울트라맨 코스모스 (마이니치 방송)
- 천엽좌사 (NHK)
- 하자 번지 (하자번지 제작위원회)
- 직구 표제 로봇 애니메이션 (이럴 때 어떻게 해야할지 모르겠다 위원회)
- 팜파카 팬츠 (시즈오카 방송)
- 해피죠지 (AT-X)
- 맡겨주세요! 미라클 캣 단 (NHK)
- 괴수 술집 건배! (괴수 술집 건배! 제작위원회)
- 원펀맨 (히어로 협회 본부)(아사투디 · 케이 와 공동)
- 12살. ~작은 가슴의 두근거림~ (AT-X)
- 애니메이션의 눈
  - 달콤달콤 & 짜릿짜릿 ('달하게 번개' 제작위원회)
  - TRICKSTER -에도가와 란호「소년탐정단」에서-
- 신칸센 변형로보 신카리온 THE ANIMATION (신칸센 초진화 연구소, TBS 테레비)
- 그랑블 (그랑블 제작위원회, 마이니치 방송)
- 카구야 님은 고백받고 싶어 ~천재들의 연애 두뇌전~ (가구야님은 고백받고 싶은 제작위원회, 마이니치 방송)
- 예를 들어 라스트 던전 앞 마을의 소년이 초반 마을에서 사는 듯한 이야기 (라스단 제작위원회)

영화 제작
- 포켓몬스터 시리즈 (1998년 -)
- 쥬브나일 (2000년)
- 울트라맨 코스모스 THE FIRST CONTACT (2001년)
- 극장판 동물의 숲 (2006년)
- 낚시 기지 미히라 (2009년)
- 레이튼 교수와 영원의 가희 (2009년)
- 달링은 외국인 (2010년)
- 썬더일레븐 시리즈 (2010 - 2012년)
  - 썬더일레븐 극장판: 최강군단 오우거의 습격 (2010년)
  - 극장판 썬더일레븐 GO: 궁극의 우정 그리폰 (2011년)
  - 극장판 썬더일레븐 GO vs 골판지 전사 W (2012년)
- 기적 (2011년)
- RAILWAYS 사랑을 전해지지 않는 어른들에게 (2011년)
- 노보 우의 성 (2012년)
- 모모에게 보내는 편지 (2012년)
- 천지 분별 (2012년)
- 플래티 나 데이터 (2013년)
- 짚의 방패 (2013년)
- 기적의 사과 (2013년)
- 모두는 너를 만날 수 있었기 때문에 (2013년)
- 49일의 레시피 (2013년)
- 흑집사 (2014년)
- 백설공주색 설희 살인 사건 (2014년)
- MONSTERZ 몬스터즈 (2014년)
- 루팡 3세 (2014년)
- 무지개 곶의 찻집상한 케이프 이야기 (2014년)
- 신이 말하는대로 (2014년)
- 아오하라이드 (2014년)
- 요괴워치 시리즈 (2014년 -)
- 스트롭 에지 (2015년)
- 예고범 (2015년)
- 진격의 거인 ATTACK ON TITAN (2015년)
- 바쿠만 (2015년)
- 극장판 MOZU (2015년)
- 치하야후루 (2016년)
- 아이 엠 어 히어로 (2016년)
- 푸른 하늘 에르 (2016년)
- 너의 이름은. (2016년)
- 플라네타리안~자그마한 별의 꿈~ (2016년)
- 사나다 십용사 (2016년)
- 22년 후의 고백 - 내가 살인범이다 - (2017년)
- 쏘아올린 꽃, 밑에서 볼까? 옆에서 볼까? (2017년)
- 아인 (2017년)
- 불꽃 (2017년)
- 사랑은 비가 갠 뒤처럼 (2018년)
- 철벽선생 군주 (2018년)
- 포르투나의 눈동자 (2019년)
- 날씨의 아이 (2019년)
- 극장판 신칸센 변형로보 신카리온 미래에서 온 신속의 ALFA-X (2019년)
- 애니메이션 영화 생각, 생각, 척, 척(2020년)
- 꽃다발 같은 사랑을 했다 (2021년)
- 스즈메의 문단속 (2022년)

### jeki 기획 공모전
대학생을 대상으로 한 'jeki 기획 컴피티션'을 개최하고 있다.매년, 모바일 Suica나 트레인 채널 등 JR동일본 소유의 미디어를 테마로 내걸고 있다. 통상적인 학생용 기획 공모전과는 달리 실시를 전제로 하고 있다. 인재개발부가 주축이 돼 인턴십 같은 역할도 하고 있다. 취직 활동의 일환으로서 임하는 학생도 많다.
2006년
- 1위 : 모바오와 이루코의 대학 이야기 (팀 Man-O)
- 2위 : 모바일 SuicaCollege(MSC 실행위원회)
- 3위 : 취업준비생으로부터 확산되는 모바일 Suica의 고리(「팀 I&S」)
- 4위 : 모바일 Suica로 데키하는 남자('팀S.K.Y')

2007년
- 최우수상 : MyPi ('일카산 팀' 게이오기주쿠 대학)
- 우수상 : 현지 펭귄 대작전('GPP 추진위원회' 와세다 대학), 모바일 Suica로 역 크기('팀은 하시모토' 와세다 대학),

2008년
- 최우수상 : 사키가케! 메타보 학원 운동에서 지방을 태워라!('GO! BANANA DIET!!!!'지바 대학 대학원)
- 우수상 : 트레인 다이키리(「팀도밍고」히토쓰바시 대학) 트레인 대학~워치&고(「하리센본☆」와세다 대학)

### 기타
- 오사카 시영 지하철의 민영화 신회사( 「Osaka Metro」)의 로고 디자인 등을 작성.